# Farmvillemorden
Farmvillemorden kallas fyra mord som begicks i Farmville, Virginia av Sam McCroskey, "Syko Sam", i september 2009.
20-årige Sam McCroskey arresterades, och dömdes senare för morden till livstids fängelse och skickades till Sussex I State Prison i Waverly, Virginia för att avtjäna straffet.

## Mördaren
Sam McCroskey (Fullständigt namn: Richard Alden Sam McCroskey III), född 26 december 1988, arresterades 19 september 2009 av polis i Farmville, Virginia misstänkt för fyra mord. Han dömdes till livstids fängelse.

### Musik
Sam McCroskey ägde en MySpace-sida och var känd på internet som en amatör-horrorcorerappare och grafisk designer, under artistnamnet Syko Sam. Hans popularitet växte efter domen och på YouTube kommenterar en del av hans fans Free Syko Sam (Frige Syko Sam)  under videor med innehåll rörande McCroskey. Sam McCroskey var ett stort fan av horrorcorerapparen Mars (Mario Delgado). Mars sa i en intervju med CBS 5 att han hade träffat McCroskey utanför konserter, att McCroskey skickat e-post till honom och även att han upplevt att McCroskey varit ganska obehaglig.

#### Låtar[8]
- Murderous Rage - 3:58
- The Voices - 4:44
- My Dark Side - 4:44
- Burning Churches- 3:11
- Creatures Of The Darkness ft. WIR - 4:03
- Hot Sex - 3:45
- The Biffle Song - 1:52
- Infamy ft. Ressurrector - 2:16
- The End of Me - 2:52